# Ketapang (Kalipuro)
Ketapang is een bestuurslaag in het regentschap Banyuwangi van de provincie Oost-Java, Indonesië. Ketapang telt 16.989 inwoners (volkstelling 2010).